# Баньоли дел Триньо
Баньо̀ли дел Трѝньо (на италиански: Bagnoli del Trigno, на местен диалект Vagnuolë, Ванюоле) е село и община в Централна Италия, провинция Изерния, регион Молизе. Разположено е на 660 m надморска височина. Населението на общината е 784 души (към 2010 г.).